# 황
황(黃, sulfur) 또는 유황(硫黃←일본어: 硫黄 이오우[*], 문화어: 류황), 석유황(石硫黃, 문화어: 석류황)은 화학 원소의 하나이다. 기호는 S(←라틴어: Sulphur 술푸르[*]), 영문: 미:Sulfur, 영:Sulphur, Brimstone이고 원자 번호는 16이다. 맛과 냄새가 없는 비금속 원소이다. 자연 상태에서는 순수한 황, 또는 황화물이나 황산염의 형태로 존재한다. 생명에 필수적인 원소로 두 종류의 아미노산에 황이 포함되어 있다. 비료의 주성분이며, 그밖에 화약, 성냥, 살충제, 살균제 등에도 쓰인다. 앙금 생성 반응을 통해 산출되는 황산 칼슘, 황산 바륨, 황산 납, 황산 은 등은 흰색 앙금이며, 산에 안정하다. 따라서, 황산 이온 (SO42-)을 검출할 때, 이러한 앙금이 유용하다. 또한 황화 이온(S2-)을 이용하여 검은 색의 황화 철, 황화 구리나 황화 납, 노란색의 황화 카드뮴 앙금을 통해, 용액 속에 철 이온, 구리 이온, 납 이온이나 카드뮴 이온이 들어 있는지 확인할 수 있다.

## 특성

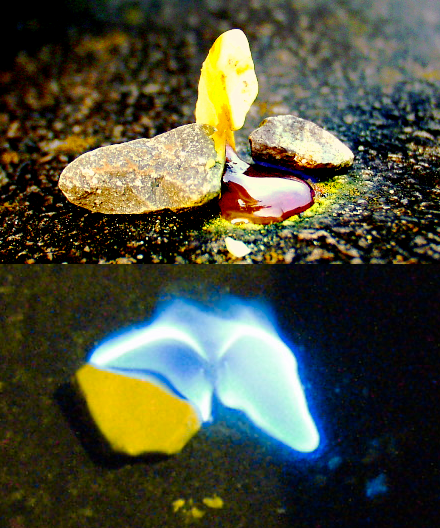
황을 불태우면 황은 피 색에 가까운 붉은 액체 형태로 변하고, 어둠 속에서 특히 잘 보이는 푸른 불꽃을 방출한다.

### 물리적 성질
황은 다원자 분자 물질아니고서 화학적 구조가 다른 형태로 존재하는 경우가 많다. 가장 잘 알려져 있으면서 가장 많은 구조는 사이클로-옥타 황(cyclo-S8)이다. cyclo-S8의 점군은 D4d이고, 이 물질의 쌍극자 모멘트는 0 D이다. 옥타 황은 부드럽고, 밝은 노란색을 띠는 고체이며 유독성 악취를 뿜어낸다. 이는 성냥과 비슷하다. 황의 녹는점은 115.21 °C (239.38 °F)이며, 끓는점은 444.6 °C (832.3 °F)이다. 또한 쉽게 승화하기도 한다. 95.2 °C (203.4 °F)에서 녹는점인 115.21 °C (239.38 °F) 사이에서는 사이클로-옥타 황의 구조가 "α-옥타 황"에서 "β-옥타 황"으로 동질 이상화하여 다른 구조로 변한다. 다만 S8의 고리형 구조는 사실상 변하지 않고, 분자 간 상호 작용에 영향을 미친다. 황의 녹는점과 끓는점 사이에서는 옥타 황이 다시 그 구조를 바꾸는데, 이때 "β-옥타 황"에서 "γ-황"으로 구조가 변한다. 이 과정에서의 황은 밀도가 낮아지지만, 중합체의 형성으로 인해 점도가 높아진다.그러나 이보다 더 높은 온도에서는, 해중합 반응으로 인해 점도가 낮아진다. 녹은 황은 200 °C (392 °F) 이상에서는 어두운 붉은색을 띈다. 동소체에 따라 다르지만 황의 밀도는 대략 2 g·cm-3이며, 모든 안정 동위 원소는 훌륭한 절연체이다.

### 화학적 성질
황을 불태우면 이산화 황(SO2)이 되면서 푸른 불꽃을 내며 탄다. 이때, 부식성이 있는 질식성 유독 기체를 생성한다. 황은 비수용성 물질이지만, 이황화 탄소에는 녹는 물질이다. 또한, 톨루엔이나 벤젠과 같은 비극성 물질에는 거의 녹지 않는다. 황의 제 1 이온화 에너지와 제 2 이온화 에너지는 각각 999.6과 2252 kJ·mol−1이다. 다만 +2 산화 형태는 드물며, +4와 +6 산화 형태가 보다 일반적으로 발견된다. 제 4 이온화 에너지와 제 6 이온화 에너지는 각각 4556과 8495.8 kJ·mol−1로, 궤도 간 전자 이동에 발생하는 수치의 크기가 커서 플루오린, 산소, 염소와 같은 강력한 산화제와 결합한 물질만이 안정할 수 있다. 황은 금, 백금, 이리듐, 질소, 텔루륨, 아이오딘, 그리고 비활성 기체를 제외한 대부분의 원소와 반응한다. 다만 일부 반응은 높은 열이라는 전제 하에서 가능하다.

## 황아미노산
미네랄로서의 황은 동물에게서 생물학적으로 2종류의 결합 아미노산이 알려져 있다. 이러한 황아미노산인 시스테인과 메티오닌은 황을 미네랄로 포함한 아미노산으로 셀레늄을 함유한 셀레노시스테인과 함께 미네랄을 성분으로하는 특수한 형태의 아미노산으로 알려져 있다. 이중 메티오닌은 필수아미노산이다.

## 같이 보기
- 이황화 결합